# Lewis Morgan (piłkarz)
Lewis Morgan (ur. 30 września 1996 w Paisley) – szkocki piłkarz grający na pozycji napastnika w amerykańskim klubie New York Red Bulls oraz reprezentacji Szkocji. Uczestnik Mistrzostw Europy 2024.